# サウスバウンド
『サウスバウンド』（South Bound）は、直木賞受賞第1作の奥田英朗の小説。または、これを原作とした2007年公開の日本映画。
原作は2005年6月30日に単行本が、2007年8月31日に文庫版が発売された。本作は奥田英朗が3年かけて完成させたという。文庫版は上巻と下巻に分かれている。2006年本屋大賞で2位に選ばれた。
元過激派の父が起こす大騒動に翻弄されながらも、東京から沖縄への移住を通して家族の絆、息子・二郎の成長していく過程を描いている。

## あらすじ

### 第1部（東京中野）
上原家の人々
東京・中野の小学6年生の上原二郎は父親一郎、母親さくら、姉洋子、妹桃子の5人家族で古い借家に住んでいる。一郎は身長185cmの偉丈夫であり、かって左翼の活動家であった。国家や公務員をひどく嫌っており、税金も国民年金も払わん、従順な国民を作るための学校など行く必要はないと公言しているが、二郎と桃子が学校に通うことは邪魔しない。家計は近所で喫茶店を経営しているさくらが支えている。洋子は、一郎と血縁関係がなく、不倫の恋愛に断固反対する一郎とはひどく折り合いが悪い。
カツとの対決
二郎と淳は中野ブロードウェイを遊び場にしており、凶暴な不良中学生のカツから目を付けられる。理不尽な要求によりカツと対決したとき、母親さくらの実家が四谷の有名な呉服店であり、さくらは人を刺して刑務所に入っていたと聞かされる。二郎は激情に駆られ、カツを体当たりで押し倒し失神させる。
アキラ
一郎はかって過激派の革共同に属しており、内部抗争への嫌悪感から組織を抜けているが、昔の仲間の伝手で西表島出身の仲村アキラを匿うことになる。アキラの頼みで二郎は、阿佐ヶ谷にあるマンションの居住者に（盗聴器の仕込まれた）手製の熊のぬいぐるみで難民支援の募金を求める。
母方の実家
二郎はさくらに旧姓が堀内であると聞き出す。四谷で堀内ビルを見つけ、そこから出てきた和服姿の女性と目が合い、逃げ出す。さくらの母親が上原家を訪問し、20年ぶりの家族再会となる。二郎と桃子は四谷の大黒屋（祖母の店）を訪問し、祖父母などから歓迎される。桃子は金持ちの暮らしに憧れるようになり、一郎はブルジョアとプロレタリアの話をするが、二郎には難しすぎる。
内部抗争
二郎と淳は再びカツから呼び出しを受け、暴力を受ける。二郎はアキラからの再度のお願いに対して、カツの制裁を条件にする。アキラはカツの腕を簡単にへし折り、警告する。アキラは西表島の舟浮にある漁船・太郎丸をあげると言い、ゼンマイ式の腕時計を手渡す。アキラと二郎は、阿佐ヶ谷のマンションを訪ね、アキラは閃光弾を破裂させなだれ込む。二郎は、逃げるとき張り込んでいた警察につかまる。二郎はアキラへの義理から黙秘を続け、死亡者が出たことを知らされる。
移住宣言
翌日、二郎は一郎に連れられて帰宅する。自宅には警察が家宅捜索に来ており、一郎はその前で革共同の活動家と大立ち回りを演じる。大家は3ヶ月以内の立ち退きを迫り、一郎の本の出版も右翼の圧力でダメになる。両親は夜遅くまで話し合い、翌朝、さくらは2－3日中に西表島に引っ越すと宣言する。二郎と桃子は。学校で友人にあわただしくお別れを言う。さくらの喫茶店を含め、家財道具はすべて売り払う。

### 第2部（西表島）
石垣島へ
洋子は東京に残り、二郎、桃子、両親の4人は西表島移住を決行する。石垣島では長老のサンラーの家に連れて行かれる。一郎は人頭税の廃止のため闘った「ガンジン」の孫として有名人のようだ。さっそく宴会と歌と踊りが始まる。たくさんの家財道具、米俵、味噌、醤油をもらい、漁船で西表島に向かい、波照間の入植者が開拓し、放棄された廃屋を修繕して暮らし始める。トイレは外の小屋にあり、風呂の水は井戸から人力で汲み上げて運ぶ。炊事はプロパンガス、電気は来ていない。夜になると漁師のヨダさんがやってきて、宴会となる。
ユイマールの暮らし
翌朝、二郎が起きると、一郎はすでに飲料水を井戸から汲み上げている。いただきもののグルクン、島豆腐、卵が届いている。一郎は畑仕事に精を出し、東京でのぐうたらがうそのようだ。昼食時には大城さんが段ボール箱いっぱいの野菜を届けてくれる。耕運機も使ってくれと置いていく。夜になるとたくさんの人がやってきて宴会となる。ヨダさんはこれが島の「ユイマール（相互扶助）」だという。ここはお金が無くても生きていける社会のようだ。アキラから譲り受けた太郎丸は点検され、免許をもつ一郎が慣らし運転をする。
新しい友だち
上原家にはオスヤギの十兵衛が加わる。山下先生が七恵と一緒に転校手続きの件でやって来たが、一郎に拒否される。七恵は帰国子女であり、東京では登校拒否児童だったことを話す。二郎も請われて、ここに来たいきさつを話す。七恵の話で住民票を移していないことが分かり、平良ストアの公衆電話から洋子に電話して転出届を平良ストア宛てに送ってもらうことにする。帰りに「星の下キャンプ場」で管理人をしているカナダ人のベニーと知り合いになり、ベニーもいつのまにか上原家の常連になる。
通学開始
上原家が占有している土地は、リゾートホテル建設計画が進行中である。一郎は東京のケーディー開発の社員を追い返し、御嶽を守るためにやって来たと闘争を宣言する。洋子から小包が届き、二郎はお礼の電話をするが、洋子の声はこころなしか元気がない。校長先生の配慮で、手続き抜きで二郎と桃子は、1時間15分かけて学校に通う。
マスコミに闘争宣言
一郎はリゾートホテル開発に反対する「守る会」との共闘をあっさり拒否する。新垣巡査のミニパトから洋子が降り立ち、「あら、いいところじゃない」とのたまう。桃子は飛びつき、一郎もさくらもうれしそうだ。洋子に一目ぼれの新垣巡査も上原家の夕食に招かれる。洋子は開放感に上機嫌で、島の生活にすぐに同化する。一郎は新聞記者に「内地の人間が八重山の土地を侵略するのは許さん、御嶽を守るためここを動かん」と気勢を上げ、新聞には「アカハチの乱再び」という記事が載ることになる。さらに、テレビ局もやってきて全国放送となる。
最期の抵抗
一郎は「最後まで抵抗することにより変ることがある」と言い、子どもたちを避難させ、洋子には町営住宅入居の手続きを指示する。裏の森から子どもたちと七恵が見守る中で、座間土建のブルドーザーがバリケードを押しつぶし進んでいくと、巨大な落とし穴にはまる。警察が介入し、一郎、さくら、ベニーを力ずくで逮捕する。町営住宅で洋子は、自分の生まれた事情などを話し、明日からバイトを探し、町営住宅で暮らすことを宣言する。
パイパティローマ
その夜、逮捕された3人は逃走し、ベニーは陽動作戦として座間土建の資材置き場でダイナマイトが爆発させる。一郎とさくらは太郎丸でパイパティローマに向かうとのことで、子どもたちは港に向かう。さくらは一人一人に声をかけ、すぐに迎えに来ると言い、一郎は二郎に卑怯な大人にだけはなるなと言い残す。子どもたちに見送られ、太郎丸は南に向かう。洋子は上原で働き出し、二郎と桃子は元気に学校に通い、島の人たちは三人にとてもやさしい。

## 登場人物
上原一郎〈44〉
上原家の主。元活動家で、彼の行動は家族を悩ませている。映画版では「ナンセンス」という言葉を口癖としていると言う設定が追加。
上原さくら〈42〉
一郎の妻。元活動家。実の子供にも話していない過去がある。自宅の近くで喫茶店を経営している。
上原洋子〈21〉
上原家長女。グラフィックデザイナーとして働いている。さくらによく似ていて、一郎とは血の繋がりがない。
上原二郎〈11〉
上原家長男。小学6年生（中野中央小学校→南風小学校）。かなりの大食い。原作は彼の視点から描かれている。
上原桃子〈9〉
上原家次女。小学4年生（中野中央小学校→南風小学校）。父に構われるのが大好き。
南愛子
二郎の中野中央小学校での担任教師。一郎への対応に困る。
楠田淳、向井、間宮、黒木
二郎の東京での同級生たち。黒木は不良中学生・カツの子分的存在。
仲村アキラ
一郎の後輩。東京時代、ある事情で半月ほど上原家に居候する。二郎に舟を与える人物だが、映画版では登場しない。
新垣巡査
西表島駐在所の巡査。洋子に一目惚れをする。
ベニー
カナダからのバックパッカーで、半年前から西表島に居着いている。
白井七恵
南風小学校の6年生。東京から、不登校が原因で西表島にやってきたという帰国子女。

## 映画

### キャスト

#### 上原家
- 上原一郎 - 豊川悦司
- 上原さくら - 天海祐希
- 上原洋子 - 北川景子
- 上原二郎 - 田辺修斗
- 上原桃子 - 松本梨菜

#### 東京編
- 南先生 - 村井美樹
- 東京の校長先生 - 平田満
- 社会保険庁の職員 - 吉田日出子
- 堀内たえ（母方の祖母） - 加藤治子
- 佐々木かおる（さっさ） - 久保結季
- カツの親父 - 伊藤克信
- 興信所の探偵 - 小木茂光
- ジュン - 原翔太郎
- 間宮 - 新田亮
- 伊藤幸太郎 - 伊藤凌
- 渡邉洋介、井澤勇貴、日高里菜
- 日前勇馬
- 柳原聖
- 石田大樹
- 米本来輝

#### 沖縄編
- 新垣巡査 - 松山ケンイチ
- ペニー - ショーン・ペロン
- ヨダ - ベンビー
- 沖縄の校長先生 - 与世山澄子
- 記者 - 津波信一
- サンラー - 上間宗男
- 七重のおばさん - 福田加奈子

### スタッフ
- 監督・脚本：森田芳光
- 製作総指揮：角川歴彦
- 原作：奥田英朗
- 音楽：大島ミチル
- 撮影：沖村志宏
- 照明：渡辺三雄
- 美術：山崎秀満
- 録音：高野泰雄
- 音響効果：伊藤進一
- 編集：田中愼二
- スクリプター：山内薫
- 衣装：宮本まさ江
- 監督補：杉山泰一
- 助監督：増田伸弥
- 製作担当：橋本靖
- 方言指導：ベンビー
- 技斗：中瀬博文
- VFX：鹿角剛司
- ロケ協力：沖縄県、今帰仁村、沖縄フィルムオフィス、沖縄ロケサポーターズ、今帰仁撮影支援隊、名護市観光協会、名護市立嘉陽小学校 ほか
- 現像：IMAGICA
- スタジオ：東映東京撮影所、角川大映撮影所
- エグゼクティブプロデューサー：井上文雄
- 企画：中川滋弘
- 製作統括：小畑良治、夏野剛、伊藤泰造
- プロデューサー：杉崎隆行、三沢和子
- 製作者：井上泰一
- 製作：角川映画、日本映画ファンド、NTTドコモ、ソニー・ミュージックエンタテインメント
- 配給：角川映画

### 主題歌
- 中島美嘉「永遠の詩」